# Casa Boker
Fundada en 1865, en 1900 la Casa Boker abrió sus puertas en el edificio que continúa ocupando actualmente, en el n.º 58 de la avenida 16 de septiembre. Fue fundada por el empresario alemán Roberto Boker (1843-1912) como una empresa de compra-venta de productos importados. Desde hace más de medio siglo es una ferretería. Hoy el negocio está en manos de la cuarta generación de la familia, lo que es poco usual.

## Historia
La familia Boker es originaria de Remscheid, Alemania, una zona que lleva mucho tiempo produciendo acero. Remscheid está muy cerca de Solingen, conocida como "la ciudad de los cuchillos y las navajas" o "ciudad con alma de acero cuchillos". 
Se sabe que los Boker desde 1640 se dedicaban a la fabricación de herramientas y que sus artículos se vendían en lo que hoy se llama Europa Oriental. También es de conocimiento público que en la vecina ciudad de Solingen un sólido castaño daba su sombra a la pequeña fábrica de los Boker, que ellos inmortalizaron en la marca y logotipo de sus cuchillos y navajas. 
De la familia se sabe poco, salvo que llevan haciendo cuchillos desde entonces y que por eso en 1829 Hermann y Robert Boker, entonces al frente de la fábrica, incorporaron la fabricación de sables a su línea de cuchillos y navajas. También se sabe que en 1830 fabricaban 2000 piezas semanales y que producían sobre todo cortaplumas, cuchillos, navajas para afeitar y tijeras, los cuales desplazaron a las herramientas. 
En la segunda mitad del siglo XIX los mercados de los Boker crecieron aceleradamente: Estados Unidos, México, Chile, Argentina y otros países sudamericanos eran los nuevos destinos de su producción, que aumentaban a diario. Decidieron que el arbolito seguiría siendo el logo y la marca también, sólo que en diferentes idiomas: Boker para Alemania y Francia, Treebrand para los países de habla inglesa, como la India y Estados Unidos, y Arbolito para los países de habla hispana. Hasta la fecha se conservan así.
También tomaron otra decisión: que cuatro jóvenes de la familia emigraran a distintas partes de América. Hacia 1862 o 1863, uno llegó a Moscú, otro a Buenos Aires y dos a Nueva York, donde abrieron su negocio al por mayor. Roberto Boker y su hermano encontraron a Estados Unidos en plena guerra civil. Su negocio era muy próspero, pero en 1865 llegó la paz y con ella la recesión: el país estaba prácticamente destruido. Era momento que un hermano ayudara a la reconstrucción y el otro se trasladara a México. Roberto fue el elegido. Tomó un barco y llegó al puerto de Veracruz. De ahí viajó a la Ciudad de México. Como el ferrocarril aún no estaba totalmente terminado, cuando llegaba a los tramos en los que no había vía, hizo el recorrido en coches de caballo, como algunos de sus compañeros.
Finalmente llegó a la Ciudad de México, según lo planeado, el 1.º de noviembre de 1865,  Roberto Boker constituyó Casa Boker, como una empresa de compra-venta de productos importados. Encontró un país con dos gobiernos: en la capital, Maximiliano era el emperador. En los desiertos del Norte, Benito Juárez y la república eran el otro gobierno. La guerra se prolongó dos años más.
Aprovechando sus contactos en Nueva York, Boker introdujo en México la máquina de coser Singer. La empresa vendió todos los productos de vanguardia que iban apareciendo como las máquinas de escribir y los carros de vapor. También tuvo productos más tradicionales, como herramientas, maquinaria, cristalería, juguetes, fuetes para cocheros y vehículos de caballo de diferentes tipos y cuchillos y navajas alemanes, como siempre había vendido. La empresa no daba crédito a los clientes, pero sí les permitía irlos pagando en abonos. Conservaba la propiedad de los productos, hasta que los clientes pagaran la totalidad. 
En 1900 Casa Boker se cambió al edificio que ocupa actualmente. Con el país, atravesó el fin de porfiriato, la revolución y la llegada de los gobiernos posrevolucionarios. Fue incautada en la Segunda Guerra Mundial, cuando México estuvo en guerra contra Alemania y regresada a sus dueños terminado el conflicto. La posguerra trajo consigo el esquema de desarrollo por sustitución de importaciones que cerró el mercado de muchos productos que importaba por lo que poco a poco se fue volviendo ferretería.

## El edificio
En 1896 los Boker decidieron hacer un edificio especial para su exitosa Casa. Buscaron un terreno apropiado en el centro y encontraron el de la esquina de Coliseo Viejo y Espíritu Santo, hoy avenida 16 de septiembre esquina avenida Isabel la Católica. Estaba disponible, aunque tenía cuatro edificios que habían sido primero el Hospital del Espíritu Santo y luego el Hotel y Café La Gran Sociedad.
El edificio fue diseñado para exhibir la mercancía de ferretería, mercería, cuchillería, implementos agrícolas, mineros y el hogar. Lo realizaron los arquitectos De Lemos y Cordes de Nueva York,  los que construyeron Macy's; los contratistas fueron A.R. Whitney Co., también de Nueva York, y la obra la llevó a cabo el ingeniero mexicano Gonzalo Garita en dieciséis meses.
Durante la excavación para construir el edificio, se encontraron dos artefactos aztecas; el primero, un águila decapitada, que fue donado al Museo Nacional de Antropología; segundo, El Chihuateto, que se encuentra en el Museo Nacional de Arte.
Entre el material que se importó para su construcción destacan; la viguetería metálica, ventanería, duela e instalación sanitaria, de Estados Unidos; los vidrios de Bélgica; el cemento de Alemania; mármol y granito de Italia. Los tabiques, la arena, la grava y la cantera fueron de origen mexicano. 
La fachada está hecha de cantera. La cornisa superior está decorada con diferentes dibujos, mientras que el remate superior está hecho de lámina de cobre.
La entrada principal del edificio está en la esquina y tiene dos columnas de orden jónico, hechas de granito gris.  Sobre esas columnas hay una terraza decorativa y en el segundo piso estuvo la notaría del licenciado José Mancebo Benfield y a un lado la del licenciado Joaquín F. Oseguera que desde que obtuvieron las notarías hasta que fallecieron estuvieron ahí.
Hay dos puertas laterales hechas de cantera de las que sobresalen dos figuras de águilas, la del Escudo Nacional mexicano y del Escudo alemán.
Hay un patio en el interior del edificio, al igual que un elevador. Este último está decorado con piezas de fundición de cobre y es para carga, no para personas. 
La construcción fue supervisada por el hijo de Roberto Boker, Francisco Boker, entre 1898 y 1900. Este edificio fue inaugurado el 3 de julio de 1900 por el presidente de México de aquel entonces, Porfirio Díaz. La construcción costó aproximadamente 1.5 millones de pesos de oro.
En el primer piso estaban los utensilios de cocina, lámparas y bienes de cuero. En el segundo piso había muebles para oficina, al igual que accesorios de arte. Por último, en el tercer piso, estaban las máquinas agrícolas.
En 1975, el edificio sufrió un incendio, por lo que tuvo que ser remodelado. En 1976 se alquila una parte del edificio a la compañía Sanborns.